# Pine Mountain Club
Pine Mountain Club és una concentració de població designada pel cens dels Estats Units a l'estat de Califòrnia. Segons el cens del 2000 tenia 1.600 habitants.

## Demografia
Segons el cens del 2000, Pine Mountain Club tenia 1.600 habitants, 668 habitatges, i 478 famílies. La densitat de població era de 36,4 habitants/km².
Dels 668 habitatges en un 26,6% hi vivien nens de menys de 18 anys, en un 63,6% hi vivien parelles casades, en un 4,2% dones solteres, i en un 28,3% no eren unitats familiars. En el 22,8% dels habitatges hi vivien persones soles el 6,4% de les quals corresponia a persones de 65 anys o més que vivien soles. El nombre mitjà de persones vivint en cada habitatge era de 2,4 i el nombre mitjà de persones que vivien en cada família era de 2,83.
Per edats la població es repartia de la següent manera: un 23,3% tenia menys de 18 anys, un 3,1% entre 18 i 24, un 23,7% entre 25 i 44, un 35,3% de 45 a 60 i un 14,6% 65 anys o més.
L'edat mediana era de 45 anys. Per cada 100 dones de 18 o més anys hi havia 100,8 homes.
La renda mediana per habitatge era de 45.250 $ i la renda mediana per família de 62.750 $. Els homes tenien una renda mediana de 45.375 $ mentre que les dones 33.661 $. La renda per capita de la població era de 25.465 $. Entorn del 15,3% de les famílies i el 17,5% de la població estaven per davall del llindar de pobresa.

## Poblacions més properes
El següent diagrama mostra les poblacions més properes.